# 羅森峰 (蒂羅爾州)
46°59′18″N 12°15′16″E / 46.988464°N 12.254444°E

羅森峰（德語：Rosenspitz），是奧地利的山峰，位於該國西部，由蒂羅爾州負責管轄，屬於維內迪傑山脈的一部分，海拔高度3,060米，每年平均降雨量1,874毫米，人類在1896年7月15日首次登頂。